# Logan Windmill

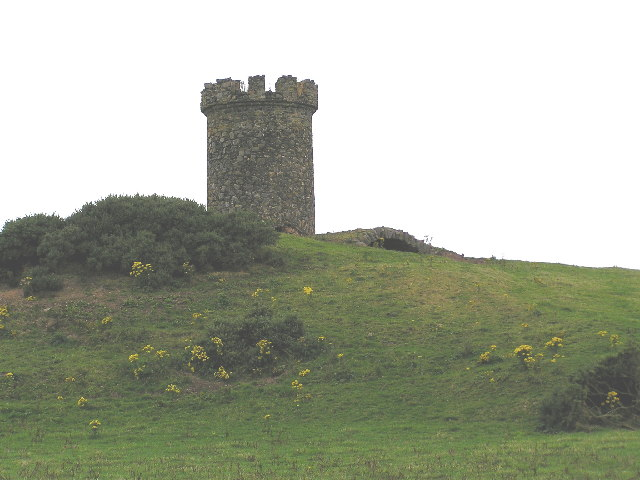
Logan Windmill

Die Logan Windmill ist eine Turmwindmühle nahe der schottischen Ortschaft Ardwell in der Council Area Dumfries and Galloway. 1972 wurde das Bauwerk in die schottischen Denkmallisten in der höchsten Denkmalkategorie A aufgenommen.

## Beschreibung
Die Windmühle ist heute nur noch als Ruine erhalten und im Register gefährdeter denkmalgeschützter Bauwerke in Schottland gelistet. Sie liegt auf der Rhins of Galloway rund zwei Kilometer südlich von Ardwell nahe dem Westufer der Luce Bay. Es handelt sich um eine ehemalige Getreidemühle, die wahrscheinlich aus dem späteren 17. Jahrhundert stammt. Ein exaktes Baujahr ist nicht überliefert, jedoch findet sich in einer um 1684 entstandenen Eintragung die Information, dass der Laird von Logan kürzlich die Mühle erbauen ließ. Auf einer Karte aus den 1840er Jahren ist die Mühle bereits als Ruine verzeichnet. Eine nahegelegene Mühlenruine stammt aus dem 18. Jahrhundert und ersetzte möglicherweise die Logan Windmill.
Der zylindrische Turm erhebt sich von einer natürlichen Anhöhe. Das Bruchsteinmauerwerk des Rundturms ist rund 90 cm mächtig und umschließt einen Innenraum von rund drei Metern. Der Turm weist eine Höhe von 7,6 Metern auf und schließt mit einer umlaufenden Zinnenbewehrung, die jedoch neueren Datums ist. Eingangstüren befinden sich an der Ost- und Westseite. Von der Nordseite ist ein Tonnengewölbe zugänglich. Die weite Öffnung mit gedrücktem Rundbogen ist teilweise mit Ziegelstein ausgemauert. Teile des Gewölbes, insbesondere die Verbindung zur Mühle sind heute eingestürzt.